# 福島県中学校の廃校一覧
福島県中学校の廃校一覧（ふくしまけんちゅうがっこうのはいこういちらん）は、福島県の廃校となった中学校の一種。対象となるのは学制改革（1947年）以降に廃校となった中学校と分校である。名称は廃校当時のもの。廃校時に属していた自治体が合併により消滅している場合は現行の自治体に含める。また現在休校中の学校は公式には存続していることとなっているが、便宜上本項に記載する。

## 福島市
- 福島市立清水中学校〈旧〉（1959年笹谷中と統合し福島市立信陵中学校へ）[1][注釈 1]
- 福島市立笹谷中学校（1959年清水中〈旧〉と統合し信陵中へ）[1]
- 福島市立吉井田中学校（1962年福島市立岳陽中学校へ統合）[3]
- 福島市立佐倉中学校（1963年統合により福島市立西信中学校へ）[4]
- 福島市立荒井中学校（同上）[4]
- 福島市立土湯中学校（同上）[4]
- 福島市立大庭中学校（1971年水保中と統合し福島市立吾妻中学校へ）[5]
- 福島市立水保中学校（1971年大庭中と統合し吾妻中へ）[5]
- 福島市立茂庭中学校（2015年[6]福島市立大鳥中学校へ統合[7]）[注釈 2]
- 福島市立立子山中学校（2021年休校、生徒は渡利中学校へ通学、2022年廃校）[8]
- 福島市立松陵中学校（2025年福島市立松川小学校・福島市立金谷川小学校・福島市立下川崎小学校と統合し福島市立松陵義務教育学校へ）[9]

松川町（1966年、福島市に編入合併）
- 松川町立松川中学校〈初代〉（1963年金谷川中と統合し松川中〈2代目〉へ）[10]
- 松川町立金谷川中学校（1963年松川中〈初代〉と統合し松川中〈2代目〉へ）[10]
- 松川町立松川中学校〈2代目〉（1964年信夫郡松川町・安達郡安達村組合立下川崎中の一部と統合し松陵中へ）[10]
- 松川町立水原中学校（1965年松陵中へ統合）[10]

## 会津若松市
- 会津若松市立永和中学校（1978年神指中と統合し会津若松市立第六中学校へ）[11]
- 会津若松市立神指中学校（1978年永和中と統合し第六中へ）[11]
- 会津若松市立河東学園中学校（2021年会津若松市立河東学園小学校と統合し義務教育学校である会津若松市立河東学園へ）[12]

北会津村（2004年、会津若松市に編入合併）
- 北会津村立荒館中学校（1966年川南中と統合し会津若松市立北会津中学校〈当時：北会津村立〉へ）[13]
- 北会津村立川南中学校（1966年荒館中と統合し北会津中へ）[13]

日橋村（1957年、河東町新設のため消滅）
- 日橋村立日橋中学校（1948年日橋第一中と日橋第二中へ分割）[14]
- 日橋村立日橋第一中学校（1957年河東村立第一中学校へ改称、1972年統合により河東中〈2018年4月1日に会津若松市立河東学園中学校に改称〉第一分室となり、1973年完全統合）[14]
- 日橋村立日橋第二中学校（1957年河東村立第二中学校へ改称、1972年河東中第二分室となり、1973年完全統合）[14]

堂島村（1957年、河東町新設のため消滅）
- 堂島村立堂島中学校（1957年河東村立第三中学校へ改称、1972年河東中第三分室となり、1973年完全統合）[14]

## 郡山市
- 郡山市立熱海中学校〈旧〉（1970年丸守中と統合し郡山市立熱海中学校〈新〉へ）[15]
- 郡山市立丸守中学校（1970年熱海中〈旧〉と統合し熱海中〈新〉へ）[15]
- 郡山市立谷田川中学校（1972年郡山市立守山中学校へ統合）[16]
- 郡山市立月形中学校（1975年統合により郡山市立湖南中学校へ）[17]
- 郡山市立中野中学校（同上）[17]
- 郡山市立三代中学校（同上）[17]
- 郡山市立福良中学校（1976年湖南中へ統合）[18]
- 郡山市立多田野中学校（1980年河内中と統合し郡山市立逢瀬中学校へ）[19]
- 郡山市立河内中学校（1980年多田野中と統合し逢瀬中へ）[19]
- 郡山市立西田中学校（2018年高野小・三町目小・大田小・鬼生田小・根木屋小と統合し郡山市立西田学園へ）[20]
- 郡山市立二瀬中学校（2020年守山中へ統合）[16]

守山町（1955年、田村町新設のため消滅）
- 守山町立守山中学校御代田分室（1949年8月15日）[16]

湖南村（1965年、郡山市新設のため消滅）
- 湖南村立赤津中学校（1956年福良中へ統合）[21]

安積町（1965年、郡山市新設のため消滅）
- 安積町立第一中学校（1959年第二中と統合し郡山市立安積中学校〈当時：安積町立〉へ）[22]
- 安積町立第二中学校（1959年第一中と統合し安積中へ）[22]

三穂田村（1965年、郡山市新設のため消滅）
- 三穂田村立穂積中学校（1961年三和中と統合し郡山市立三穂田中学校〈当時：三穂田村立〉へ）[3]
- 三穂田村立三和中学校（1961年穂積中と統合し三穂田中へ）[3]

西田村（1965年、郡山市に編入合併）
- 西田村立逢隈中学校（1961年高野中と統合し西田中へ）[23]
- 西田村立高野中学校（1961年逢隈中と統合し西田中へ）[23]

## いわき市
- いわき市立植田中学校〈旧〉（1967年山田中と統合しいわき市立植田中学校〈新〉へ）[24]
- いわき市立山田中学校（1967年植田中〈旧〉と統合し植田中〈新〉へ）[24]
- いわき市立沢渡中学校（1969年永戸中と統合しいわき市立三和中学校へ）[25]
- いわき市立永戸中学校（1969年沢渡中と統合し三和中へ）[25]
- いわき市立小名浜第一中学校〈旧〉（1969年鹿島中と統合しいわき市立小名浜第一中学校〈新〉へ）[25]
- いわき市立鹿島中学校（1969年小名浜第一中〈旧〉と統合し小名浜第一中〈新〉へ）[25]
- いわき市立小川中学校戸渡分校（1969年）[26]
- いわき市立石住中学校（2014年いわき市立田人小中学校へ統合）[27]
- いわき市立貝泊中学校（同上）[27]
- いわき市立永井中学校（2015年三和中へ統合）[28]
- いわき市立三阪中学校（同上）[28]
- いわき市立差塩中学校（同上）[28]
- いわき市立大野中学校（2023年いわき市立四倉中学校ヘ統合）[29]
- いわき市立川前中学校（2023年休校[30]、2024年廃校[31]）
- いわき市立桶売中学校（2024年）[31]
- いわき市立小白井中学校（2024年）[31]
- いわき市立上遠野中学校（2024年入遠野中と統合しいわき市立遠野中学校へ）[31]
- いわき市立入遠野中学校（2024年上遠野中と統合し遠野中へ）[31]

磐城市（1966年、いわき市新設のため消滅）
- 磐城市立泉中学校〈旧〉（1963年渡辺中と統合しいわき市立泉中学校〈当時：磐城市立〉へ）[32]
- 磐城市立渡辺中学校（1963年泉中〈旧〉と統合し泉中〈新〉へ）[32]

小川町（1966年、いわき市新設のため消滅）
- 小川町立小川中学校〈旧〉（1963年小玉中と統合しいわき市立小川中学校〈当時：小川町立〉へ）[26]
- 小川町立小玉中学校（1963年小川中〈旧〉と統合し小川中〈新〉へ）[26]

## 白河市
- 白河市立白河東部中学校（1962年小田川中と統合し白河市立東北中学校へ）[4]
- 白河市立小田川中学校（1962年白河東部中と統合し東北中へ）[4]
- 白河市立五箇中学校（2024年白河市立白河中央中学校へ統合）[33]

大信村（2005年、白河市新設のため消滅）
- 大信村立信夫中学校（1968年大屋中と統合し白河市立大信中学校〈当時：大信へ）[34]
- 大信村立大屋中学校（1968年信夫中と統合し大信中へ）[34]

表郷村（2005年、白河市新設のため消滅）
- 表郷村立表郷第一中学校（1962年統合により白河市立表郷中学校〈当時：表郷村立〉へ）[4]
- 表郷村立表郷第二中学校（同上）[4]
- 表郷村立表郷第三中学校（同上）[4]

東村（2005年、白河市新設のため消滅）
- 東村立釜子中学校（1962年小野田中と統合し白河市立東中学校〈当時：東村立〉へ）[35]
- 東村立小野田中学校（1962年釜子中と統合し東中へ）[35]

## 須賀川市
- 須賀川市立稲田中学校（2018年須賀川市立稲田小学校と統合し小中一貫校稲田学園となり、2021年須賀川市立義務教育学校稲田学園へ）

長沼町（2005年、須賀川市に編入合併）
- 長沼町立長沼中学校〈旧〉（1963年桙衝中と統合し須賀川市立長沼中学校〈当時：長沼町立〉へ）[36]
- 長沼町立桙衝中学校（1963年長沼中〈旧〉と統合し長沼中〈新〉へ）[36]

大東村（1967年、須賀川市に編入合併）
- 大東村立阿武隈中学校（1966年松ケ丘中と統合し須賀川市立大東中学校〈当時：大東村立〉へ）[37]
- 大東村立松ケ丘中学校（1966年阿武隈中と統合し大東中へ）[37]

## 喜多方市
- 喜多方市立中学校（1958年豊川中と統合し喜多方市立第一中学校へ）[38][注釈 3]
- 喜多方市豊川中学校（1958年市立中と統合し第一中へ）[38]
- 喜多方市立関柴中学校（1964年岩月中と統合し喜多方市立第三中学校へ）[39]
- 喜多方市立岩月中学校（1964年関柴中と統合し第三中へ）[39]
- 喜多方市立慶徳中学校（1971年第一中へ統合）[38]
- 喜多方市立熊倉中学校（1971年第三中へ統合し熊倉校舎となり、1972年廃止）[39]

高郷村（2006年、喜多方市新設のため消滅）
- 高郷村立高郷中学校〈旧〉（1967年山郷中と統合し喜多方市立高郷中学校〈当時：高郷村立〉へ）[40]
- 高郷村立山郷中学校（1967年高郷中〈旧〉と統合し高郷中〈新〉）[40]

山都町（2006年、喜多方市新設のため消滅）
- 山都町立山都第一中学校（1986年統合により喜多方市立山都中学校〈当時：山都町立〉へ）[41]
- 山都町立山都第二中学校（同上）[41]
- 山都町立山都第三中学校（同上）[41]

塩川町（2006年、喜多方市新設のため消滅）
- 塩川町立塩川中学校〈旧〉（1958年統合により喜多方市立塩川中学校〈当時：塩川町立〉へ）[42]
- 塩川町立姥堂中学校（同上）[42]
- 塩川町立駒形中学校（同上）[42]
- 塩川町立堂島中学校（同上）[42]

## 相馬市
- 相馬市立飯豊中学校（1961年中村第三中〈現：相馬市立向陽中学校〉飯豊校舎となり、1963年完全統合）[43]
- 相馬市立山上中学校（1961年中村第三中山上校舎となり、1963年完全統合）[43]
- 相馬市立大野中学校（1964年相馬市立中村第一中学校へ統合）[44]
- 相馬市立宇多中学校（1963年向陽中宇多校舎となり、1964年完全統合）[43]
- 相馬市立玉野中学校（2017年向陽中へ統合）[45]

## 二本松市
- 二本松市立大平中学校（1971年石井中と統合し二本松市立二本松第二中学校へ）[46]
- 二本松市立石井中学校（1971年大平中と統合し二本松第二中へ）[46]
- 二本松市立岳下中学校（1981年杉田中と統合し二本松市立二本松第三中学校へ）[47]
- 二本松市立杉田中学校（1981年岳下中と統合し二本松第三中へ）[47]

二本松町（市制施行する前の二本松市）
- 二本松町立二本松中学校（1958年塩沢中と統合し二本松市立二本松第一中学校〈当時：二本松町立〉へ）[48]
- 二本松町立塩沢中学校（1958年二本松中と統合し二本松第一中へ）[48]

東和町（2005年、二本松市新設のため消滅）
- 東和町立針道中学校（1977年統合により二本松市立東和中学校〈当時：東和町立〉針道分室となり、1979年完全統合）[49]
- 東和町立太田中学校（1977年東和中太田分室となり、1979年完全統合）[49]
- 東和町立木幡中学校（1977年東和中木幡分室となり、1979年完全統合）[49]
- 東和町立戸沢中学校（1977年東和中戸沢分室となり、1979年完全統合）[49]

岩代町（2005年、二本松市新設のため消滅）
- 岩代町立新殿中学校（2003年旭中と統合し二本松市立岩代中学校〈当時：岩代町立〉へ）[50]
- 岩代町立旭中学校（2003年新殿中と統合し岩代中へ）[50]

安達町（2005年、二本松市新設のため消滅）
- 安達町立油井中学校（1962年統合により二本松市立安達中学校〈当時：安達町立〉へ）[51]
- 安達町立渋川中学校（同上）[51]
- 安達町立上川崎中学校（同上）[51]
- 信夫郡松川町安達郡安達町学校組合立下川崎中学校（1964年福島市立松陵中学校〈当時：松川町立〉[10]と安達中[51]へ分割）

## 田村市
- 田村市立瀬川中学校（2009年田村市立船引中学校へ統合）[52]
- 田村市立移中学校（2018年船引中へ統合）[53]

船引町（2005年、田村市新設のため消滅）
- 船引町立芦沢中学校（1982年七郷中と統合し田村市立船引南中学校芦沢分室〈当時：船引町立〉となり、1983年完全統合）[54]
- 船引町立七郷中学校（1982年芦沢中と統合し船引南中七郷分室となり、1983年完全統合）[54]

常葉町（2005年、田村市新設のため消滅）
- 常葉町立関本中学校（1961年常葉中関本分校から独立[3]、1974年田村市立常葉中学校〈当時：常葉町立〉へ統合）[55]

大越町（2005年、田村市新設のため消滅）
- 大越町立牧野中学校（1987年田村市立大越中学校〈当時：大越町立〉へ統合）[56]

都路村（2005年、田村市新設のため消滅）
- 都路村立都路第一中学校（1955年都路中から改称、2004年都路第二中と統合し田村市立都路中学校へ）[57]
- 都路村立都路第二中学校（1955年都路中岩井沢分校から岩井沢中へ改称、1959年都路第二中へ改称、2004年都路第一中と統合し都路中へ）[57]

## 南相馬市
原町市（2006年、南相馬市新設のため）
- 原町市立大甕中学校（1962年太田中と統合し南相馬市立原町第三中学校〈当時：原町市立〉へ）[3]
- 原町市立太田中学校（1962年大瓮中と統合し原町第三中へ）[3]

小高町（2006年、南相馬市新設のため消滅）
- 小高町立小高中学校〈旧〉（1972年統合により南相馬市立小高中学校〈当時：小高町立〉へ）[58]
- 小高町立金房中学校（同上）[58]
- 小高町立福浦中学校（同上）[58]

鹿島町（2006年、南相馬市新設のため消滅）
- 鹿島町立八沢中学校[59]（南相馬市立鹿島中学校〈当時：鹿島町立〉へ統合、時期不詳）
- 鹿島町立真野中学校[59]（同上）
- 鹿島町立上真野中学校（1983年鹿島中へ統合）[59]

## 伊達市
- 伊達市立月舘中学校（2020年小中一貫校の伊達市立月舘学園中学校へ移行）[60]

伊達町（2006年、伊達市新設のため消滅）
- 伊達町立伊達中学校〈旧〉（1963年伏黒中と統合し伊達市立伊達中学校〈当時：伊達町立〉へ）[4]
- 伊達町立伏黒中学校（1963年伊達中〈旧〉と統合し伊達中〈新〉へ）[4]

霊山町（2006年、伊達市新設のため消滅）
- 霊山町立霊山中学校〈旧〉（1968年統合により伊達市立霊山中学校〈当時：霊山町立〉へ）[34]
- 霊山町立掛田中学校（同上）[34]
- 霊山町立石戸中学校（同上）[34]

保原町（2006年、伊達市新設のため消滅）
- 保原町立富成中学校（1968年保原中へ統合）[34]
- 保原町立保原中学校（1987年[61]伊達市立松陽中学校と伊達市立桃陵中学校〈当時：保原町立〉へ分割）[62][注釈 4]
- 国見町梁川町組合立大枝中学校（1961年伊達市立梁川中学校〈当時：梁川町立〉へ統合）[3]

梁川町（2006年、伊達市新設のため消滅）
- 梁川町立五十沢中学校（同上）[3]
- 梁川町立富野中学校（同上）[3]
- 梁川町立堰本中学校（1963年梁川中へ統合）[44]
- 梁川町立山舟生中学校（1971年梁川中へ統合）[63]
- 梁川町立白根中学校（同上）[63]

## 本宮市
本宮町（2007年、本宮市新設のため消滅）
- 本宮町立岩根中学校（1965年本宮市立本宮第二中学校〈当時：本宮町立〉へ統合）[64]

白沢村（2007年、本宮市新設のため消滅）
- 白沢村立和木沢中学校（1981年白岩中と統合し本宮市立白沢中学校〈当時：白沢村立〉へ）[47]
- 白沢村立白岩中学校（1981年和木沢中と統合し白沢中へ）[47]

## 伊達郡
- 桑折町立醸芳中学校〈初代〉（1950年半田中と統合し桑折町半田村組合立醸芳中学校へ）[65]

半田村（1955年、桑折町新設のため消滅）
- 半田村立半田中学校（1950年醸芳中〈初代〉と統合し醸芳中〈2代目〉へ）[65]
- 桑折町立醸芳中学校〈2代目〉（1961年統合により桑折町立醸芳中学校〈3代目〉へ）[65]
- 桑折町立睦合中学校（同上）[65]
- 桑折町立伊達崎中学校（同上）[65]
- 国見町立大木戸中学校（1962年国見町立県北中学校へ統合）[3]
- 川俣町立大綱木中学校（1958年川俣中〈初代〉へ統合）[66]
- 川俣町立小綱木中学校（1966年川俣中〈初代〉へ統合）[66]
- 川俣町立川俣中学校〈初代〉（1971年川俣町立川俣中学校〈2代目〉川俣分室となり[66]、1974年完全統合[67]）
- 川俣町立飯坂中学校（1971年川俣中〈2代目〉飯坂分室となり[66]、1973年完全統合[67]）
- 川俣町立富田中学校（1971年川俣中〈2代目〉富田分室となり[66]、1973年完全統合[67]）
- 川俣町立小島中学校（1971年川俣中〈2代目〉小島分室となり[66]、1973年完全統合[67]）
- 川俣町立福田中学校（1972年川俣中〈2代目〉福田分室となり[66]、1973年完全統合[67]）

## 安達郡
- 大玉村立大山中学校（1975年玉井中と統合し大玉村立大玉中学校大山分室となり、1976年完全統合）[68]
- 大玉村立玉井中学校（1975年大山中と統合し大玉中玉井となり、1976年完全統合）[68]

## 岩瀬郡
- 天栄村立牧本中学校（1967年統合により天栄村立天栄中学校へ）[69]
- 天栄村立広戸中学校（同上）[69]
- 天栄村立大里中学校（同上）[69]
- 天栄村立湯本中学校（2023年）[70]

## 南会津郡
- 下郷町立江川中学校（1972年下郷町立下郷中学校江川分室となり、1974年完全統合）[71]
- 下郷町立楢原中学校（1972年下郷中楢原分室となり、1974年完全統合）[71]
- 下郷町立旭田中学校（1972年下郷中旭田分室となり、1974年完全統合）[71]
- 下郷町立旭田中学校音金分校（1972年）[71]
- 檜枝岐村立檜枝岐中学校赤岩分校（1962年大津岐分校から改称[3]、1968年12月廃校）[72]
- 檜枝岐村立檜枝岐中学校大杉分校（1972年9月）[72]
- 南会津町立伊南中学校（2013年南郷中と統合し南会津町立南会津中学校へ）[73]
- 南会津町立南郷中学校（2013年伊南中と統合し南会津中へ）[73]
- 南会津町立檜沢中学校（2017年南会津町立田島中学校へ統合）[74]

田島町（2006年、南会津町新設のため消滅）
- 田島町立田島中学校栗生沢分校（1958年）[74]

南郷村（2006年、南会津町新設のため消滅）
- 南郷村立富田中学校（1978年大宮中と統合し南郷中へ）[75]
- 南郷村立大宮中学校（1978年富田中と統合し南郷中へ）[75]
- 只見町立只見中学校〈旧〉（2007年統合により只見町立只見中学校〈新〉へ）[76]
- 只見町立朝日中学校 （同上）[76]
- 只見町立明和中学校 （同上）[76]

## 耶麻郡
- 北塩原村立檜原中学校曽原分校（1955年統合により檜原中裏磐梯分校となり、1959年裏磐梯中〈旧〉として独立）[77]
- 北塩原村立檜原中学校小野川分校（同上）[77]
- 北塩原村立檜原中学校雄子沢分校（同上）[77]
- 北塩原村立北山中学校（1987年大塩中と統合し北塩原村立第一中学校へ）[77]
- 北塩原村立大塩中学校（1987年北山中と統合し第一中へ）[77]
- 北塩原村立裏磐梯中学校〈旧〉（1995年檜原中と統合し北塩原村立裏磐梯中学校〈新〉へ）[77]
- 北塩原村立檜原中学校（1995年裏磐梯中〈旧〉と統合し裏磐梯中〈新〉へ）[77]
- 西会津町立尾野本中学校（1961年野沢中と統合し西会津中〈初代〉へ）[78]
- 西会津町立野沢中学校（1961年尾野本中と統合し西会津中〈初代〉へ）[78]
- 西会津町立奥川中学校弥平四郎分校（1972年）[63]
- 西会津町立黒沢中学校（1983年西会津中〈旧〉へ統合）[79]
- 西会津町立西会津中学校〈初代〉（2002年統合により西会津町立西会津中学校〈2代目〉へ）[80]
- 西会津町立新郷中学校（同上）[80]
- 西会津町立奥川中学校（同上）[80]
- 西会津町立群岡中学校（同上）[80]
- 猪苗代町立吾妻第一中学校議場分校（1960年休校[3]、1973年廃校）
- 猪苗代町立猪苗代中学校〈初代〉（1964年統合により猪苗代中〈2代目〉へ）[81]
- 猪苗代町立翁島中学校（同上）[81]
- 猪苗代町立千里中学校（同上）[81]
- 猪苗代町立猪苗代中学校川上分校（1966年）[13]
- 猪苗代町立元山中学校（1968年吾妻第二中へ統合）[34]
- 猪苗代町立吾妻第一中学校（1980年統合により吾妻中へ）[82]
- 猪苗代町立吾妻第二中学校（同上）[82]
- 猪苗代町立市沢中学校（同上）[82]
- 猪苗代町立長瀬中学校（1958年月輪中と統合し東中へ）[83]
- 猪苗代町立月輪中学校（1958年長瀬中と統合し東中へ）[83]
- 猪苗代町立猪苗代中学校〈2代目〉（2022年統合により猪苗代町立猪苗代中学校〈3代目〉へ）[84]
- 猪苗代町立東中学校（同上）[84]
- 猪苗代町立吾妻中学校（同上）[84]

## 河沼郡
- 会津坂下町立川西中学校（1962年八幡中と統合し第二中へ）[3]
- 会津坂下町立八幡中学校（1962年川西中と統合し第二中へ）[3]
- 会津坂下町立若宮中学校（1963年第二中へ統合）[4]
- 会津坂下町立片門中学校（同上）[4]
- 会津坂下町立第一中学校（2012年第二中と統合し会津坂下町立坂下中学校へ）[85]
- 会津坂下町立第二中学校（2012年第一中と統合し坂下中へ）[85]
- 柳津町立柳津中学校（2018年西山中と統合し柳津町立会津柳津学園中学校へ）[86]
- 柳津町立西山中学校（2018年柳津中と統合しし会津柳津学園中へ）[86]

## 大沼郡
- 三島町立宮下小中学校（1995年西方中と統合し三島町立三島小中学校へ）[87]
- 三島町立西方小中学校（1995年宮下中と統合し三島小中へ）[87]
- 金山町立沼沢中学校（1978年川口中と統合し第一中へ）[75]
- 金山町立川口中学校（1978年沼沢中と統合し第一中へ）[75]
- 金山町立第一中学校（2009年横田中と統合し金山町立金山中学校へ）[88]
- 金山町立横田中学校（2009年第一中と統合し金山中へ）[88]
- 昭和村立昭和中学校小野川分校（2002年休校、2013年廃校）[89]
- 会津美里町立高田第一中学校（2007年高田第二中と統合し会津美里町立高田中学校へ）
- 会津美里町立高田第二中学校（2007年高田第一中と統合し高田中〈新〉へ）

会津高田町（2005年、会津美里町新設のため消滅）
- 会津高田町立高田中学校〈旧〉（1963年赤沢中と統合し高田第一中へ）[4]
- 会津高田町立赤沢中学校（1963年高田中〈旧〉と統合し高田第一中へ）[4]
- 会津高田町立宮川中学校（1973年統合により高田第二中へ）[90]
- 会津高田町立尾岐中学校（同上）[90]
- 会津高田町立尾岐中学校松坂分校（同上）[90]
- 会津高田町立東尾岐中学校（同上）[90]

会津本郷町（2005年、会津美里町新設のため消滅）
- 会津本郷町立本郷第一中学校（1972年本郷第二中と統合し会津美里町立本郷中学校〈当時：本郷町立〉へ）[63]
- 会津本郷町立本郷第二中学校（1972年本郷第一中と統合し本郷中へ）[63]

## 西白河郡
- 泉崎村立泉崎第一中学校（1962年泉崎第二中と統合し泉崎村立泉崎中学校へ）[3]
- 泉崎村立泉崎第二中学校（1962年泉崎第一中と統合し泉崎中へ）[3]
- 矢吹町立矢吹中学校〈旧〉（1966年統合により矢吹町立矢吹中学校〈新〉へ）[13]
- 矢吹町立三神中学校（同上）[13]
- 矢吹町立中畑中学校（同上）[13]

## 東白川郡
- 棚倉町立棚倉中学校〈旧〉（1971年統合により棚倉町立棚倉中学校〈新〉へ）[91]
- 棚倉町立社川中学校（同上）[91]
- 棚倉町立高野中学校（同上）[91]
- 棚倉町立近津中学校（同上）[91]
- 矢祭町立豊里中学校（1966年統合により矢祭町立矢祭中学校へ）[92]
- 矢祭町立豊里中学校下関分校（同上）[92]
- 矢祭町立石井中学校（同上）[92]
- 矢祭町立内川中学校（1969年矢祭中へ統合）[93]
- 塙町立高城中学校入山分校（1964年）
- 塙町立笹原中学校（1965年塙中〈旧〉へ統合）
- 塙町立塙中学校〈旧〉（1966年高城中と統合し塙町立塙中学校〈新〉へ）[94]
- 塙町立高城中学校（1966年塙中〈旧〉と統合し塙中〈新〉へ）[94]
- 塙町立片貝中学校（1971年塙中へ統合）[63]
- 塙町立那倉中学校（同上）[63]
- 鮫川村立鮫川中学校西山分室（1950年）[95]
- 鮫川村立鮫川中学校西野分室（1951年）[95]
- 鮫川村立渡瀬中学校（1951年鮫川中渡瀬分室から独立するも、1968年鮫川村立鮫川中学校へ統合）[95]
- 鮫川村立青生野中学校（1970年鮫川中へ統合）[95]

## 石川郡
- 石川町立石川中学校〈旧〉（1977年統合により石川町立石川中学校〈新〉へ）[96]
- 石川町立野木沢中学校（同上）[96]
- 石川町立母畑中学校（同上）[96]
- 石川町立中谷中学校（同上）[96]
- 石川町立山橋中学校（同上）[96]
- 石川町立沢田中学校（2015年石川中へ統合）[96]
- 浅川町立山白石中学校（1972年）[97]
- 古殿町立宮本中学校（1975年竹貫中と統合し古殿町立古殿中学校へ）[98]
- 古殿町立竹貫中学校（1975年宮本中と統合し古殿中へ）[98]
- 平田村立蓬田中学校（2016年小平中と統合し平田村立ひらた清風中学校へ）[99]
- 平田村立小平中学校（2016年蓬田中と統合しひらた清風中へ）[99]

## 田村郡
- 三春町立岩江中学校〈旧〉（1964年三春中〈初代〉へ統合、1995年三春町立岩江中学校〈新〉が新規開校）[100]
- 三春町立中郷中学校（1991年中妻中と統合し桜中へ）[101]
- 三春町立中妻中学校（1991年中郷中と統合し桜中へ）[101]
- 三春町立三春中学校〈初代〉（2013年統合により三春町立三春中学校〈2代目〉へ）[102]
- 三春町立沢石中学校（同上）[102]
- 三春町立要田中学校（同上）[102]
- 三春町立桜中学校（同上）[102]
- 小野町立小野新町中学校（1966年統合により小野町立小野中学校へ）[103]
- 小野町立夏井中学校（同上）[103]
- 小野町立飯豊中学校（同上）[103]
- 小野町立浮金中学校（2014年小野中へ統合）[103]

## 双葉郡
- 広野町立広野中学校箒平分校（1977年）[104]
- 楢葉町立楢葉北中学校（1962年楢葉南中と統合し楢葉町立楢葉中学校へ）[44]
- 楢葉町立楢葉南中学校（1962年楢葉北中と統合し楢葉中へ）[44]
- 大熊町立熊町中学校（1973年大野中と統合し大熊町立大熊中学校へ）[90]
- 大熊町立大野中学校（1973年熊町中と統合し大熊中へ）[90]
- 大熊町立大熊中学校（2022年熊町小・大野小と統合し、大熊町立学び舎ゆめの森（義務教育学校）へ）[105]
- 浪江町立浪江中学校〈初代〉（1970年統合により浪江中〈2代目〉へ）[106]
- 浪江町立大堀中学校（同上）[106]
- 浪江町立苅野中学校（同上）[106]
- 浪江町立浪江中学校三程分校（1973年）[90]
- 浪江町立請戸中学校（1974年幾世橋中と統合し浪江町立東中学校〈のち：浪江東中〉へ）[107]
- 浪江町立幾世橋中学校（1974年請戸中と統合し東中へ）[107]
- 浪江町立津島中学校（2011年東日本大震災および福島第一原子力発電所事故の影響により休校[108]）
- 浪江町立浪江東中学校（2011年東日本大震災および福島第一原子力発電所事故の影響により休校。2021年3月末で正式に廃校[108]。）
- 浪江町立浪江中学校〈2代目〉（2019年浪江町立なみえ創成中学校に実質統合[109]により休校となり、2021年3月末で正式に廃校[108]。）
- 川内村立川内中学校（2021年川内村立川内小学校と統合し川内村立川内小中学園（義務教育学校）へ）[110]
- 富岡町立富岡第一中学校（2022年富岡第二中と統合し富岡町立富岡中学校へ）[111]
- 富岡町立富岡第二中学校（2022年富岡第一中と統合し富岡中へ）[111]

## 相馬郡
- 新地村立福田中学校（1966年統合により新地町立尚英中学校〈当時：新地村立〉へ）[13]
- 新地村立新地中学校（同上）[13]
- 新地村立駒ケ嶺中学校（同上）[13]
- 飯舘村立飯樋中学校蕨平分校（1964年）[44]
- 飯舘村立大倉中学校（1981年）[47]
- 飯舘村立草野中学校（1988年飯樋中と統合し飯舘中へ）[112]
- 飯舘村立飯樋中学校（1988年草野中と統合し飯舘中へ）[112]
- 飯舘村立飯舘中学校（2020年飯舘村立草野小学校、飯樋小学校、臼石小学校との統合により義務教育学校のいいたて希望の里学園へ）[113]